# Spanische Bataillone der Internationalen Brigaden
Innerhalb der Internationalen Brigaden kämpften neben den internationalen Bataillonen auch spanische Bataillone.

## Bekannte spanische Bataillone der Internationalen Brigaden
- Asturias-Heredia-Bataillon vom 28. November 1936 bis zum 7. Dezember 1936 als Teil der XI. Internationalen Brigade
- Madrid-Bataillon vom 14. Januar 1937 bis zum 31. Januar 1937 als Teil der XI. Internationalen Brigade
- Pacifico-Bataillon vom 14. Januar 1937 bis zum 31. Januar 1937 als Teil der XI. Internationalen Brigade
- Juan-Marco-Bataillon vom 1. April 1937 bis zum 5. August 1937 als Teil der XIII. Internationalen Brigade
- Pasionaria-Bataillon ab März 1937 während der Schlacht von Guadalajara Teil der XI. Internationalen Brigade
- Otumba-Bataillon ab dem 27. Januar 1937 bis zum 5. August 1937 als Teil der XIII. Internationalen Brigade
- Domingo Germinal Teil der XIV. Internationalen Brigade
- Gianmarco

## Asturias-Heredia-Bataillon
Das Asturias-Heredia-Bataillon war vom 28. November 1936 bis zum 7. Dezember 1936 Teil der XI. Internationale Brigade. Laut dem Autor Ludwig Renn hatte die XI. Internationale Brigade nach der Umgruppierung die folgende Zusammensetzung:
- I. Edgar-André-Bataillon (International)
- II. Commune-de-Paris-Bataillon (International)
- III. Thälmann-Bataillon (International)
- IV. Asturias-Heredia-Bataillon (Spanisch)

Mit der Umgruppierung der Internationalen Brigaden am 4. Dezember 1936 wurde das spanische Asturias-Heredia-Bataillon Teil der XI. Internationalen Brigade mit dem André-Marty-Bataillon, dem Commune-de-Paris-Bataillon und dem Thälmann-Bataillon. Im Asturias-Heredia-Bataillon dienten hauptsächlich spanische Bergarbeiter aus Asturien. Es war laut Ludwig Renn eines der besten spanischen Bataillone. Ende Januar 1937 wurden aufgrund der Verluste der XI. Internationalen Brigade vor der Schlacht am Jarama 900 Spanier in die Brigade integriert. Die Einbindung der Spanier erfolgte dadurch, dass in jede der vier Kompanien der drei internationalen Bataillone ein spanischer Zug integriert wurde. Nach der Integration der Spanier bestand die XI. Internationale Brigade zur Hälfte aus Spaniern.

## Juan-Marco-Bataillon

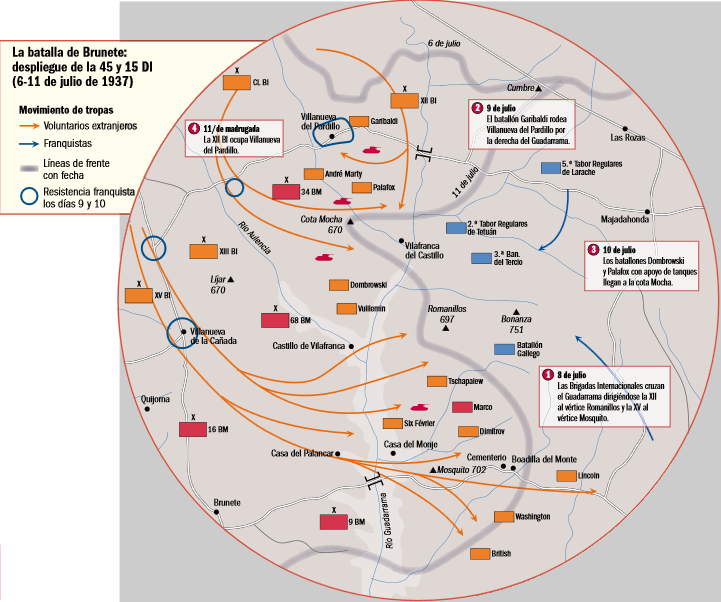
Die Schlacht von Brunete

Das Juan-Marco-Bataillon kämpfte als Teil der XIII. Internationalen Brigaden in der Schlacht von Brunete gemeinsam mit dem Tschapajew-Bataillon, dem Henri-Vuillemin-Bataillon und dem Otumba-Bataillon. Das Bataillon rückte mit dem Otumba-Bataillon zu Beginn der Schlacht rechts der Straße von Valdemorillo nach Villanueva de la Cañada auf Villanueva de la Cañada vor und das Tschapajew-Bataillon mit dem Henri-Vuillemin-Bataillon links der Straße. Das Tschapajew-Bataillon mit dem Henri-Vuillemin-Bataillon kamen nur 300 bis 400 Meter an die nationalistischen Stellungen heran, worauf der Angriff auf der linken Seite ins Stocken geriet. Dem spanischen Juan-Marco-Bataillon gelang es im Gegensatz zu den anderen Bataillonen in Stellungen der Nationalisten einzubrechen. Während dies Angriffes erschien Blagoje Paroviĉ, um seine Männer anzuspornen und den Angriff zu führen, worauf ein Angriff auf eine Bunkerstellung begann. Bei diesen Angriff wurde Paroviĉ tödlich verwundet. Der von Hauptmann Vicente Asuara geführten Kompanie des Juan-Marco-Bataillons gelang es mit diesem Angriff in die stark befestigte die Ortschaft einzudringen. Durch den Angriff des Tschapajew-Bataillons vom Friedhof her sowie des Angriffes der XV. Internationalen Brigade gelang es den Bataillonen die Ortschaft Villanueva de la Cañada einzunehmen.
Nach der Einnahme von Villanueva de la Cañada durch die XIII. und XV. Internationalen Brigaden kampierten die Brigadisten in dieser Ortschaft, was den Faschisten die Möglichkeit gab, die Anhöhen von Villanueva de la Cañada zu befestigen. Nach dem Scheitern der republikanischen Offensive bereitete sich die XIII. Internationale Brigade auf den erwarteten Gegenangriff der Nationalisten vor. Nach fünf Tagen begannen die Truppen Francos die Linien vor Villanueva de la Cañadader mit Artillerie massiv zu beschießen.
Aufgrund dieses Beschusses über mehrere Tage betrugen die Verluste der XIII. Internationalen Brigade zwei Drittel des Mannschaftsbestandes. Unter anderem fielen auch der Brigadekommissar und drei Bataillonkommissare der XIII. Internationalen Brigade. Zudem fielen noch ein Dutzend Kompanieführer und mehrere Kommissare. Die Verluste des Tschapajew-Bataillons waren derart hoch, dass das Bataillon ab dem 23. Juli 1937 nur noch auf dem Papier existierte.

## Pasionaria-Bataillon
Das Pasionaria-Bataillon war vom 1. April 1937 bis 5. August 1937 Teil der XIII. Internationalen Brigade. Es war benannt nach der spanischen Kommunistin Dolores Ibárruri, genannt La Pasionaria. Erwähnt wird das Bataillon von Herbert Moltmann.

## Otumba-Bataillon
Das  Otumba-Bataillon der CNT war ab dem 27. Januar 1937 bis zum 5. August 1937 Teil der XIII. Internationalen Brigade. Laut Hanns Maaßen war das Bataillon neben dem Tschapajew-Bataillon Teil der XIII. Internationalen Brigade.

## Domingo-Germinal-Bataillon
Das Domingo-Germinal-Bataillon wurde nach dem spanischen anarchistischen Propagandisten Domingo Germinal benannt, der am 12. März 1936 in Elche verstarb. Bis Oktober 1937 erfolgte die Neustrukturierung der XIV. Internationalen Brigade. Der Brigade wurden das spanische Domingo-Germinal-Bataillon, das Henri-Vuillemin-Bataillon von der XIII. Internationalen Brigade, das Six-Février-Bataillon der XV. Internationalen Brigade, das neu aufgestellte Pierre-Brachet-Bataillon, das Ralph-Fox-Bataillon und das Commune-de-Paris-Bataillon zugeteilt.

## Nicht bekannte spanische Bataillone der Internationalen Brigaden
Nach der Umgruppierung der Internationalen Brigaden vor der Schlacht von Brunete im Juli 1937 bildete das Garibaldi-Bataillon mit zwei italienisch-spanischen Bataillonen die XII. Internationale Brigade.
- I. Garibaldi-Bataillon
- II. Italienisch/Spanisches-Bataillon
- III. Italienisch/Spanisches-Bataillon